# 田山 (後燕)
田 山（でん さん、生没年不詳）は、五胡十六国時代の後燕の人物。

## 生涯
前秦の冠軍将軍慕容垂に仕え、参軍に任じられていた。
383年12月、前秦からの自立に向けて動き出した慕容垂は安陽に至ると、田山に書簡を持たせて前秦の長楽公苻丕の元へ遣わした。苻丕は慕容垂がやって来ることを聞き、反乱を起こすのではと疑ったが、自ら慕容垂らを出迎えた。
その後、鄴から離れた慕容垂は、前秦に対して反乱を起こした。慕容垂は田山を鄴に留めていた子の慕容農らの元に遣わし、挙兵して反乱の動きと呼応するようにと伝えた。これを受けて、慕容農らは鄴を脱出して、慕容農・慕容垂の甥の慕容宙は列人へ、慕容恪の子の慕容楷・慕容紹は辟陽へ向かい挙兵した。
これ以後の事績は、史書に記されていない。